# Vil Mirzayanov
Pour les articles homonymes, voir Vil.
Vil Mirzayanov (en russe : Вил Султанович Мирзаянов, Vil Soultanovitch Mirzaïanov) est un chimiste russe d'origine tatare né le 9 mars 1935 à Starokanguychevo, une petite ville de Bachkirie. Il est connu comme lanceur d'alerte pour avoir révélé en 1991 l'existence et la poursuite du programme soviétique puis russe de développement des agents innervants Novitchok, armes chimiques parmi les plus dangereuses jamais produites.

## Participation au programme soviétique de développement d'agents innervants[1]
Mirzayanov est né du côté européen de l'Oural et appartient à l'ethnie des Tatars. Il étudia à l'Académie de chimie fine de Moscou jusqu'en 1958 et obtint un diplôme d'ingénieur chimiste pour l'industrie pétrolière. Il travailla ensuite dans un institut de recherche sur les carburants synthétiques, puis sur les boranes comme ergols destinés à la propulsion spatiale. Il travailla également à l'Institut de pétrochimie de l'Académie soviétique des sciences et obtint son doctorat en 1965 avec une thèse sur la chromatographie en phase gazeuse appliquée à la chimie analytique.
Après sa thèse, il entra à l'Institut d'État de recherche en chimie organique et en technologie (GosNIIOKhT) à Moscou en 1966 après une enquête de sûreté. Il fut au départ affecté à l'impact environnemental et aux instruments d'analyse du programme de développement d'armes chimiques, mais ne fut pas directement impliqué dans le programme de développement des agents Novitchok. Il devint membre du parti communiste et dirigea le département de contre-espionnage technique jusqu'en 1980. Cela couvrait l'analyse des résidus d'agents chimiques et antimicrobiens dans l'environnement, qui devaient être aussi furtifs que possible pour les services de renseignement occidentaux et les inspecteurs de l'Organisation pour l'interdiction des armes chimiques.
Mirzayanov s'inquiéta de voir Mikhaïl Gorbatchev poursuivre secrètement le développement du programme Novitchok après avoir officiellement annoncé l'arrêt de la production d'armes chimiques en 1987. En 1990, il était sur le point de préparer la venue possible d'experts américains dans le cadre d'une inspection aux usines de production d'armes chimiques de Volgograd et de Novotcheboksarsk, dans la mesure où l'Union soviétique s'était engagée à détruire ses stocks d'agents innervants, et avait gardé secrète l'existence du programme Novitchok. À Volgograd, il mesura dans la cheminée de l'usine des résidus de soman de 50 à 100 fois plus élevés qu'autorisé,, et trouva les eaux usées fortement contaminées. Son supérieur hiérarchique, Victor Pétrounine, lui enjoignit de garder le silence afin d'éviter des ennuis à l'Institut. Pétrounine confia à Mirzayanov que des résidus dangereux du même type pourraient également être observés à l'usine de Novotcheboksarsk, ce qui se révéla exact. Lorsque Mizayanov envoya son rapport, sa hiérarchie émit un jugement négatif sur son travail et mit en doute sa crédibilité. Il quitta le parti communiste et fut écarté des activités de l'Institut.

## Révélation au grand public du programme Novitchok[1]
Lorsque trois directeurs du programme Novitchok furent décorés de l'ordre de Lénine en 1991, Mirzayanov y vit le signal que l'Union soviétique avait décidé de poursuivre secrètement le programme Novitchok. En octobre 1991, il publia un article dans l'hebdomadaire moscovite Kuranty, qui passa inaperçu compte tenu du contexte politique chargé de l'époque — dislocation de l'URSS depuis un an et putsch de Moscou deux mois plus tôt. Il fut cependant mis à pied en janvier 1992.
À l'été 1992, Mirzayanov rencontra Lev Fiodorov (ru), professeur de chimie organique à l'Institut Vernadsky de géochimie et de chimie analytique, qui était très intéressé par l'histoire des armes chimiques. Ils rédigèrent ensemble un article, intitulé Politique empoisonnée, qui fut publié le 16 septembre 1992 dans le journal Moskovskie novosti,. Mirzayanov accorda également une interview à Will Englund, correspondant à Moscou du quotidien américain The Baltimore Sun, qui attira cette fois l'attention internationale. Rappelant la catastrophe nucléaire de Tchernobyl six ans plus tôt, Mirzayanov et Fiodorov soulignèrent qu'un accident à l'Institut GosNIIOKhT mettrait en grand danger la population de Moscou. Cet article ne révélait cependant pas de détails techniques sur les composés Novitchok eux-mêmes.
Mirzayanov fut arrêté le 22 octobre 1992 pour trahison et placé en détention à la prison de Lefortovo, où fut interrogé pendant onze jours. Fiodorov fut également arrêté, mais relâché car il n'avait pas eu accès à des informations sensibles. Mirzayanov fut libéré avec obligation de se présenter quotidiennement au FSB. Il obtient le soutien de Vladimir Uglev, un des développeurs du programme Novitchok, qui menaça de révéler des détails techniques sur ce programme, qu'il estimait stratégiquement obsolète et maintenu uniquement pour assurer la promotion et le financement de hauts dignitaires de l'ancien complexe d'armement chimique d'URSS. Uglev fut également la cible de procédures judiciaires tandis qu'une mobilisation internationale de scientifiques et de militants des droits de l'homme œuvrait à la défense de Mirzayanov. Gale Colby et Irene Goldman, à Princeton, dans le New Jersey, s'associèrent ainsi à Jesse Helms et Bill Bradley, deux sénateurs américains, pour écrire à Boris Eltsine, tandis que Thomas R. Pickering (en), ambassadeur des États-Unis à Moscou, tenait une conférence de presse décrivant les poursuites contre Mirzayanov comme contraires à l'esprit de l'accord de 1990 sur les armes chimiques. Un procès secret fut cependant entrepris en 1994 pour divulgation de secrets d'État, charge pour laquelle Mirzayanov encourait huit ans de prison. Ce procès fut interrompu après seulement six semaines « pour manque de preuves » : Mirzayanov n'avait divulgué aucun détail technique et avait simplement « révélé que l'État russe avait menti et continuait de mentir à la communauté internationale et à ses propres citoyens ».
C'est au cours de son procès qu'il eut libre accès à des documents confidentiels de la part des autorités russes afin de préparer sa défense. Selon ses propres déclarations, il apprit alors l'existence des versions binaires des agents Novitchok, qu'il révéla à l'Occident. La version binaire d'un Novitchok est de manipulation bien plus sûre mais est également bien plus durable et peut être produite à partir de produits chimiques disponibles dans le commerce convertis sous leur forme toxique immédiatement avant d'être utilisés.

## Émigration aux États-Unis et divulgation de détails techniques

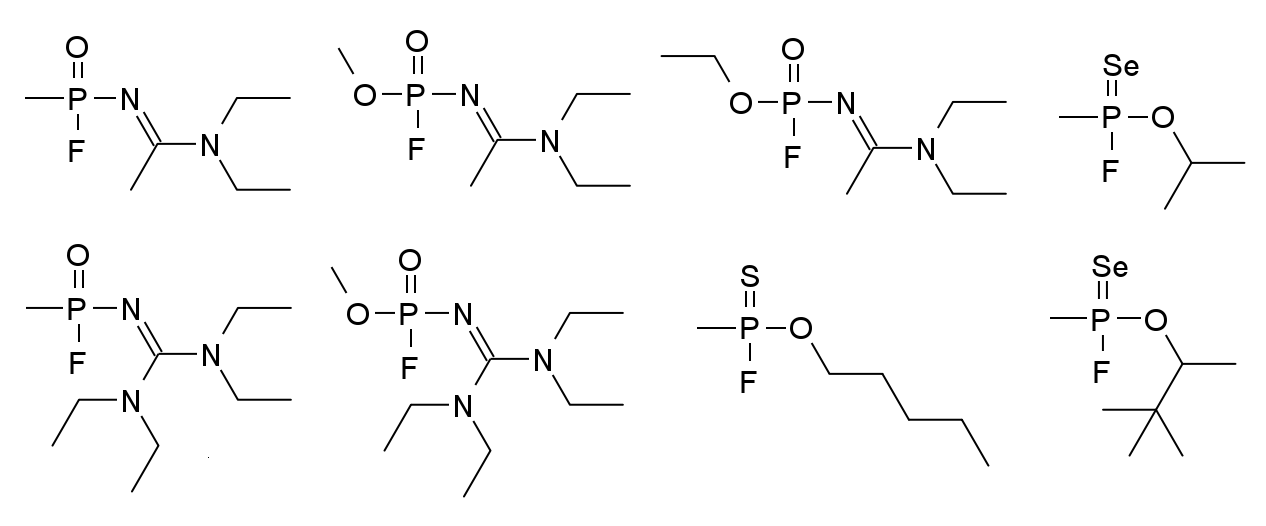
Structures d'agents Novitchok données par Vil Mirzayanov, parmi lesquelles en haut en partant de la gauche les structures du A-230, du A-232 et du A-234.

Mirzayanov se rendit à Princeton, dans le New Jersey, en février 1995 et s'y installa définitivement peu après. Il épousa la militante des droits de l'homme Gale Colby, qui l'avait soutenu quelques années auparavant alors qu'il était aux prises avec les autorités russes. Il fut l'une des sources de l'ouvrage de Jonathan Tucker (en) en 2006, War of Nerves  (ISBN 978-0-375-42229-4), consacré à l'histoire des agents innervants, et publia en 2008 son autobiographie en langue anglaise, qu'il avait publiée en russe en 2002 au Tatarstan. Dans cet ouvrage, il révélait des détails techniques sous la forme de structures chimiques d'agents Novitchok, ce qui le mit en délicatesse cette fois avec les services de renseignement américains, qui étaient opposés à la divulgation de ces informations. L'ouvrage ne reçut cependant pas l'attention du public, hormis des experts en armement chimique, et ce n'est qu'à la suite de l'empoisonnement de Sergueï et Ioulia Skripal à Londres en mars 2018 qu'il se retrouva au centre de l'attention médiatique.